# Cerkev sv. Martina, Zlakova
Cerkev sv. Martina pri Zlakovi je podružnična cerkev Župnije Zreče.

## Zgodovina
Cerkev sv. Martina (tudi cerkev sv. Martina nad Zrečami) se v pisnih virih prvič omenja leta 1545, kar navaja tudi Avguštin Stegenšek v svoji Konjiški dekaniji iz leta 1909 (COBISS).

## Arhitektura
Cerkev je v vzhodnem, ožjem delu poznogotska, kar dokazuje njen južni portal. K tej ladji z ravnim lesenim stropom so leta 1686 prizidali prezbiterij z zvonikom na severni strani, ki v spodnjem delu služi kot zakristija, leta 1739 pa zgradili širši zahodni del ladje s pevskim korom. Takrat so tudi vso cerkev opremili z enotnim baročnim križno obokanim stropom.

## Notranja oprema
Glavni oltar sv. Martina iz leta 1709 je delo kiparjev Janeza Gregorja Božiča in Mihaela Pogačnika. Stranska oltarja sv. Lucije in sv. Ožbolta sta odlični deli iz leta 1664. Jožefinski križev pot je s konca 18. stoletja.

## Evropska pešpot sv. Martina Tourškega
Od cerkve sv. Martina do župnijske cerkve sv. Egidija v Zrečah in naprej po trasi nekdanje železnice in čez trg do nadžupnijske cerkve sv. Jurija v Slovenskih Konjicah ter v Žičko kartuzijo (etapa 10) vodi Evropska pešpot sv. Martina Tourškega (Via Sancti Martini), ki jo je leta 2005 Svet Evrope proglasil za Veliko evropsko kulturno pot. Dolga je 2500 km in povezuje kraje, ki so zaznamovali življenje in čaščenja tega svetnika.